# Nettspend
Gunner Green Shepardson (Richmond, Virginia, Amerikai Egyesült Államok, 2007. március 18. –), művésznevén Nettspend, amerikai rapper és modell. 2023-ban vált ismertté, amikor Drankdrankdrank című számának egy részlete virálissá vált a Twitteren. Első mixtape-je Bad Ass F*cking Kid címmel jelent meg 2024 decemberében.

## Ifjúkora
2007. március 18-án született Richmondban, Virginia államban. Már egészen fiatal korában zenei környezet vette körül, és az általános iskola ötödik osztályában kezdett el rappelni. Egykori iskolatársai és barátai, mint Nick és Bryce, később is vele maradtak, és gyakran kísérik őt fellépésekre és stúdiózásokra.
Bryce-szal egy helyi trambulinparkban ismerkedett meg, ahol éppen egy Ken Carson dalt hallott szólni a hangszórókból, és kíváncsian utánajárt, ki tette be a zenét.

## Karrierje
2023 végén vált ismertté, amikor Drankdrankdrank című dala népszerű lett a közösségi médiában, különösen a Twitteren. A gyorsan felépülő online hírneve révén rövid idő alatt kultikus rajongótábort gyűjtött maga köré, főként a Z generáció körében.

## Divat és média
2025. márciusában debütált , mint modell a párizsi divathéten, amikor a Miu Miu AW25 kollekciójának kifutóján vonult fel.

## Diszkográfia

### Stúdióalbum
- Early Life Crisis ((2025)

### Mixtape
- Bad Ass F*cking Kid (2024)

### Kislemezek (válogatás)
- "Drankdrankdrank"
- "Shine N Peace"
- "40" (Xaviersobaseddel és Evilgiane-nel)
- "Withdrawals" (OsamaSonnal)
- "F*ck Swag"
- "Nothing Like Uuu"
- "That One Song"
- "Impact" (Xaviersobaseddel)